# Acacia kwebensis
Acacia kwebensis é uma espécie de leguminosa do gênero Acacia, pertencente à família Fabaceae.